# ブエンディア駅
ブエンディア駅（ブエンディアえき、英語: Buendia Station）は、フィリピン・マニラ首都圏のマカティ市にあるMRT3号線の駅｡

## 駅構造
島式ホーム1面2線を有する地下駅である。

## 駅周辺
- SM Cyberzone
- Mandarin Oriental
- Makati Avenue
- Jupiter Street